# Notasterias bongraini
Notasterias bongraini är en sjöstjärneart som först beskrevs av Jean Baptiste François René Koehler 1912.  Notasterias bongraini ingår i släktet Notasterias och familjen trollsjöstjärnor. Inga underarter finns listade i Catalogue of Life.